# 24484 Chester
24484 Chester (tên chỉ định: 2000 YV49) là một tiểu hành tinh vành đai chính. Nó được phát hiện bởi dự án Nghiên cứu tiểu hành tinh gần Trái Đất Lincoln ở Socorro, New Mexico, ngày 30 tháng 12 năm 2000. Nó được đặt theo tên Shai Matthew Chester, an American high school student whose materials và bioengineering team project won first place ở the 2008 Giải thưởng Khoa học và Kỹ thuật Intel.